# Biopharm
Biopharm est un groupe pharmaceutique algérien créé en 1991 par Abdelmadjid Kerrar. Le groupe détient 13% du marché algérien du médicament et exporte ses produits vers la Mauritanie, le Mali, le Niger.

## Histoire
Biopharm est créé le 14 octobre 1991 par Abdelmadjid Kerrar.
En 2005, Biopharm a commencé la production locale avec des produits sous licence et des produits issus de sa propre recherche et développement.
En 2008, Biopharm reçoit la certification ISO 9001 de ses médicaments génériques.
En 2012, Biopharm est classé 5ème compagnie pharmaceutique en Afrique par The Africa Report.
En mars 2013, Biopharm a ouvert son capital à trois financiers internationaux: Development Partners International (DPI), Mediterrània Capital et une agence de développement allemande dénommée DEG.
En mars 2016, Biopharm est la troisième entreprise privée à faire son entrée à la Bourse d'Alger. La même année, le groupe Cevital acquiert 5% du capital de Biopharm  par le biais de la Bourse d'Alger.
En 2017, Biopharm a été distinguée comme un modèle de succès sur le marché africain parmi 350 entreprises, à travers un rapport élaboré par l'organisme britannique  London Stock Exchange Group.
En 2018, Biopharm lance de nouvelles gammes dans le domaine des dermo-cosmétiques avec la gamme OZE et dans le domaine des compléments alimentaires avec la gamme Nutribio.
En 2018, le groupe devient membre du  conseil d'administration du Centre de recherche en sciences pharmaceutique (CRSP) à Constantine. Ce centre placé sous la tutelle du Ministère de l'enseignement supérieur et de la recherche scientifique, est chargé de réaliser les programmes de recherche scientifique et de développement technologique dans le domaine des sciences pharmaceutiques.

## Activités
Biopharm fabrique 130 produits de différentes formes galéniques et classes thérapeutiques. 104 produits sont des produits de marque Biopharm. Les autres produits sont fabriqués sous entente contractuelle avec des laboratoires partenaires. Le groupe fabrique 60 millions d'unités par an.
Elle a été la première entreprise à obtenir la certification aux bonnes pratiques de fabrication de l'Agence nationale de sécurité du médicament et des produits de santé. Cette certification atteste que les produits de Biopharm sont conforme aux standard européens des bonnes pratiques de fabrication et peut exporter ses produits pharmaceutiques vers les marchés de l'Union européenne.